# 2001 v dopravě
Tento článek obsahuje seznam událostí souvisejících s dopravou, které proběhly roku 2001.

## Leden
- 18. ledna 2001

 Do provozu byl uveden 13 km dlouhý modernizovaný úsek Huštěnovice–Otrokovice, který je součástí II. tranzitního koridoru.
- 20. ledna 2001

 Do provozu v pražské tramvajové síti byly nasazeny první modernizované tramvaje T3R.P.
- 24. ledna 2001

 Úsekem Velešín–Kaplice projel první vlak vedený elektrickou lokomotivou.

## Únor
- 1. února 2001

 Byl zahájen pravidelný elektrický provoz na trati České Budějovice – Kaplice (do té doby pouze do Velešína).
- 13. února 2001

 Byla slavnostně ukončena poslední stavba moravské části I. železničního koridoru: „Modernizace železniční stanice Vranovice“.

## Březen
- 13. března 2001

 Společnost ČKD Vagonka zahájila po přestěhování ze Studénky výrobu v areálu Vítkovických železáren.

## Duben
- 3. dubna 2001

  Na zkušebním okruhu u Velimi byly zahájeny zkoušky prototypu lokomotivy řady 736 ŽSR, který vznikl remotorizací z lokomotivy řady 735.
- 4. dubna 2001

 Proběhly technicko-bezpečnostní zkoušky prvních dvou modernizovaných tramvají T3R.P pro plzeňský dopravní podnik.

## Červen
- 7. června 2001

 Došlo k oficiálnímu zahájení elektrického provozu na trati České Budějovice – Horní Dvořiště.
- 8. června 2001

 V Praze byla otevřena nová stanice metra Kolbenova na trase B.
- 18. června 2001

 Dokončen zbývající úsek dálnice D8 mezi Prahou a Lovosicemi: Nová Ves – Doksany o délce 17 km.
 Nádraží Paris-Tolbiac v Paříži bylo uzavřeno a následně zbořeno kvůli výstavbě nové čtvrti Paris Rive Gauche.

## Září
- 11. září 2001

 Několik hodin po teroristických útocích byl z NORADu vydán příkaz k zastavení veškeré letecké dopravy na území Spojených států a Kanady. Více než 4000 letounů pak během několika minut dosedlo na nejbližší letiště. Zákaz létání trval 3 dny. Během něj došlo ke značnému vyčištění atmosféry a vzrůstu teplotní amplitudy o 1 °C, což potvrdilo hypotézu globálního stmívání.
- 21. září 2001

  Firma Siemens přijala objednávku na 15 dvousystémových (25 kV 50 Hz, 15 kV 16,7 Hz) elektrických lokomotiv typu ES64U2 pro maďarské dopravce MÁV (10 ks) a GySEV (5 ks).

## Říjen
- 8. října 2001

  Německý koncern Siemens koupil zkrachovalou společnost ČKD Dopravní systémy.
 Do Opavy byl dodán první trolejbus Škoda 21Tr.
- 16. října 2001

 Proběhlo slavnostní otevření tramvajové vozovny Moravská Ostrava.

## Prosinec
- 10. prosince 2001

  Byl slavnostně zahájen elektrický provoz na pohraničním úseku Horní Dvořiště – Summerau.
- 11. prosince 2001

 Do provozu na dole Darkov byl nasazen prototyp lokomotivy 740.3, který pro firmu OKD, Doprava modernizovala Jihlavská lokomotivní společnost.
- 12. prosince 2001

  Na zkušebním okruhu u Velimi byly zahájeny zkoušky prototypu motorového vozu řady 812 ŽSR, který vznikl přestavbou z přívěsného vozu řady 010.